# Reizō Nomoto
Reizō Nomoto (野本 礼三, Nomoto Reizo), né Reijirō Nomoto (野本礼次郎, Nomoto Reijiro) le 17 septembre 1930 à Tōkyō et décédé le 7 juillet 2006, était un seiyū.
Le 7 juillet 2006, Nomoto vomi du sang chez lui et est décédé durant son transport à l'hôpital. La cause de sa mort est inconnue. Il avait 75 ans.

## Rôles
- Dragon Ball GT : Rou Dai Kaiô Shin
- Dragon Ball Z : Rou Dai Kaiô Shin